# Ivan Babić
Ivan Babić (Imotski, 23. ožujka 1961.), hrvatski je pjesnik i prevoditelj.

## Životopis
Ivan Babić rođen je u Imotskome 1961. godine. Na zagrebačkom Filozofskom fakultetu 1987. godine završio je studij filozofije i ruskog jezika i književnosti. Diplomirani je knjižničar. Od 1984. godine prevodi pjesničke, prozne i teorijske tekstove s ruskoga na hrvatski jezik. Suradnik je brojnih časopisa i 3. programa Hrvatskog radija. 1998. godine izabran je za prevoditelja godine u tjedniku Hrvatsko slovo.
Voditelj je mreže Knjižnice Sesvete, osnivač je i voditelj tribine Kulturni četvrtak u Sesvetama te Sesvetskog pjesničkog maratona. Živi u Zagrebu. Članom je Društva hrvatskih književnika.
Poezija mu je uvrštena u više antologija i prevedena na nekoliko svjetskih jezika.[nedostaje izvor]
Priredio je zbornik poezije Sesvetski oblok 2006.
Objavio je nekoliko prijevoda s ruskog jezika.

## Djela
Dosad je objavio osam knjiga poezije:[nedostaje izvor]
- Kasna molitva prstiju, 1999.[nedostaje izvor]
- Zvizda, 2007.[nedostaje izvor]
- Stigme svagdana, 2011.[nedostaje izvor]
- Koncepcija vrta, 2014.[nedostaje izvor]
- Pogledi, 2016.[nedostaje izvor]
- Koncepcija vrta (e-knjiga), 2019.[6]
- Umjetno disanje, 2020.[nedostaje izvor]
- Stihovodi, 2021.[nedostaje izvor]
- Šuma, 2023.[nedostaje izvor]

Objavio je i dijalektni rječnik pod nazivom Studenački rječnik, 2008. godine.

## Nagrade
- 2015.: Nagrada Tin Ujević, za knjigu stihova Koncepcija vrta.[nedostaje izvor]